# 鎳黃鐵礦
鎳黃鐵礦是一種由鐵和鎳構成的硫化物，分子式為(Fe,Ni)9S8，其中鐵和鎳的含量接近1:1，除此之外，它也含有微量的鈷。鎳黃鐵礦的比重介於4.6 到5.0，而硬度再3.5和 4之間，是首先由愛爾蘭科學家J·彭特藍德(1797-1873)發現。
1. ↑  Warr, L.N. . Mineralogical Magazine. 2021, 85 (3): 291–320  [2022-11-01]. Bibcode:2021MinM...85..291W. S2CID 235729616. doi:10.1180/mgm.2021.43. （原始内容存档于2022-07-22）.